# Dendrophthora lindeniana
Dendrophthora lindeniana är en sandelträdsväxtart som beskrevs av Van Tiegh.. Dendrophthora lindeniana ingår i släktet Dendrophthora och familjen sandelträdsväxter. Inga underarter finns listade i Catalogue of Life.